# دانا عبد القادر
دانا عبد القادر (مواليد 21 يونيو 1996) هي لاعبة كرة يد رومانية في نادي ماغورا سيسنادي. تلعب بشكل أساسي كقلب دفاع ولكن يمكنها أيضا اللعب كمحور أو جناح أيسر.

## إنجازات
- بطولة العالم للشباب للسيدات:
  - الميدالية الذهبية: 2014.

## حياة شخصية
هي من أصل سوري من خلال والدها. يعيش والدها في سوريا. تعيش دانا مع أختها ووالدتها وجدتها في بوخارست. شقيقتها سارة هي أيضًا لاعبة كرة يد.